# Axiome de Pasch

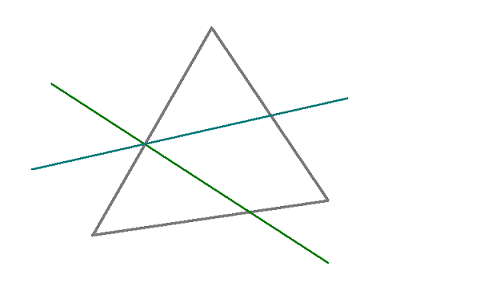
Exemple d'un axiome de Pasch

Pour les articles homonymes, voir Pasch.
En mathématiques, l'axiome de Pasch est un axiome de la géométrie, énoncé en 1882, et visant à mettre en évidence une propriété implicitement utilisée jusque-là, en particulier dans les Éléments d'Euclide.

## Énoncé
L'axiome de Pasch s'énonce de la façon suivante :
Soient A, B, et C trois points non alignés et (d) une droite du plan ABC qui ne passe par aucun des points A, B et C ; si la droite (d) passe par l'un des points du segment AB, elle passe ou par un point du segment BC ou par un point du segment AC.

## Utilisation
Cet axiome est repris par David Hilbert dans ses Fondements de la géométrie parus en 1899, et constitue le quatrième des axiomes d'ordre. Dans la septième édition de l'ouvrage, il est utilisé par Hilbert pour prouver les propriétés suivantes :
- Deux points A et C étant donnés, il existe sur la droite (AC) au moins un point D situé entre A et C.
- De trois points alignés A, B et C, il y en a un qui est entre les deux autres.

L'axiome de Pasch intervient de manière cruciale dans la notion de demi-plan. Une droite d partitionne les points du plan qui n'appartiennent pas à cette droite en deux parties appelées demi-plans et jouissant des propriétés suivantes : tout point A de la première partie détermine avec tout point B de la deuxième partie un segment [AB] qui intersecte la droite d, et deux points de la même partie déterminent un segment qui n'intersecte pas la droite d. On a besoin de l'axiome de Pasch pour montrer que, si B et C sont dans le même demi-plan que A, alors [BC] n'intersecte pas la droite d.
L'axiome de Pasch comble certaines lacunes des démonstrations d'Euclide, par exemple la prop.16 du Livre I qui énonce que, ayant prolongé un côté d'un triangle quelconque, l'angle extérieur ainsi formé est plus grand que chacun des angles intérieurs au triangle et opposés à l'angle extérieur,,